# Даллас, Джо
Джо Даллас (родился в 1954 г.) — экс-гей, в прошлом ЛГБТ-активист, автор трёх книг, получивших освещение в СМИ.
Джо является основателем организации «Genesis Counseling», одной из целей которой является борьба с пропагандой гомосексуализма и возвращение секс-меньшинств к «Богом данной сексуальности» (Reclaiming Godly Sexuality): по мнению идеологов организации, сексуальная ориентация может быть изменена.
По словам самого Далласа:

Я не уверен, что мы сможем победить прогомосексуальное лобби и помешать им добиться своего. Но, выиграю я или проиграю, мне не хотелось бы, представ перед Богом, признаться, что я бездействовал, когда ещё мог бы боротьсяОригинальный текст (англ.)I’m not sure we can defeat the pro-gay lobby or prevent their goals from being achieved. But win or lose, I don’t want to stand before God and say I did nothing when I had the opportunity to fight.

## Выступление на Love Won Out
В 2008 году Джо выступил на конференции «Love Won Out», организованной компанией «Focus on the Family», сотрудничающей с «Genesis Counseling». В своём выступлении Даллас критиковал «прогомосексуальную теологию», согласно которой Бог терпим к гомосексуальности. Джо же придерживается традиционной интерпретации Библии, согласно которой гомосексуальность противоестественна и греховна.
Кроме того, Даллас убедил организацию «Exodus International» (в которой он три года занимал пост председателя совета директоров) также выступить против признания гомосексуальности приемлемым образом жизни.

## Книги
- Desires in Conflict: Hope for Men Who Struggle with Sexual Identity (2003) ISBN 978-0-7369-1211-2
- When Homosexuality Hits Home: What to Do When a Loved One Says They’re Gay (2004) ISBN 978-0-7369-1201-3
- The Gay Gospel?: How Pro-Gay Advocates Misread the Bible (2007) ISBN 978-0-7369-1834-3